# Thief (série)
Thief é uma série de jogos eletrônicos do gênero em Stealth em primeira pessoa publicada pela editora e desenvolvedora Eidos Interactive.
Seu primeiro jogo, "Thief: The Dark Project" foi lançado em 1998 e ganhou uma remasterização em "Thief: The Dark Project Gold". O segundo jogo da série foi "Thief II: The Metal Age", lançado em 2000. O terceiro jogo, intitulado "Thief: Deadly Shadows", foi lançado em 2004. Este também foi o único título da série lançado para o console Xbox.
O site Gamespot considera Thief como um dos melhores jogos de todos os tempos. A série coloca o jogador como um mestre na arte de "roubar", dentro de um mundo medieval steampunk. O jogador deve cumprir missões para roubar bens valiosos e concluir uma lista de objetivos determinados pelo jogo.
Já em Fevereiro de 2014 foi lançado o último jogo da franquia Thief. Desta vez publicado pela empresa Square Enix. Sendo que o quarto jogo da série funciona como um recomeço de tudo de maneira um pouco diferenciada do título original da série.

Capa do quarto jogo (Thief)

O jogo foi inicialmente anunciado em 2009 sobre o título de produção "Thief 4", mas foi revelado oficialmente na edição de Março de 2013 da revista Game Informer.

## Pontuações
As seguintes pontuações, relativas aos jogos Thief, provêm do site da Metacritic.
- Thief: The Dark Project Gold - 92 pontos;
- Thief II: The Metal Age - 87 pontos;
- Thief: Deadly Shadows - 85 pontos;
- Thief (PC) - 70 pontos.